# Nabil Marmouk
Nabil Marmouk (en arabe : نبيل مرموك), né le 19 mars 1998 à Fès, est un footballeur marocain évoluant au poste de défenseur central au Wydad AC.

## Biographie

### En club
Le 8 décembre 2020, il dispute son premier match professionnel avec le MAS de Fès en étant titularisé en championnat contre la RS Berkane (match nul, 0-0). Le 16 mai 2021, il marque son premier but en championnat contre la RS Berkane (victoire, 2-0).

### En sélection
Le 28 juillet 2022, il est convoqué par le sélectionneur Hicham Dmii pour un stage de préparation avec l'équipe du Maroc A', figurant sur une liste de 23 joueurs qui prendront part aux Jeux de la solidarité islamique en août 2022. Se retrouvant dans un groupe B composé de l'Iran, de l'Arabie saoudite et l'Azerbaïdjan, le premier match est remporté sur tapis vert à la suite du retrait de l'Iran de la compétition. Lors du deuxième match, les Marocains sont défaits par les Saoudiens sur un score de 2-0. Il est alors éliminé au premier tour après un match nul de 2-2 enregistré face à l'Azerbaïdjan. Lors de ce dernier match, les buts sont inscrits par Reda Slim et Hamza Regragui.

## Statistiques
| Saison                | Club                  | Championnat           | Championnat | Championnat | Coupe(s) nationale(s) | Coupe(s) nationale(s) | Total | Total |
| Saison                | Club                  | Division              | M.          | B.          | M.                    | B.                    | M.    | B.    |
| 2020-2021             | MAS de Fès0           | Botola                | 27          | 3           | 0                     | 0                     | 27    | 3     |
| 2021-2022             | MAS de Fès            | Botola                | 21          | 0           | 0                     | 0                     | 21    | 0     |
| Sous-total            | Sous-total            | Sous-total            | 48          | 3           | 0                     | 0                     | 48    | 3     |
| Total sur la carrière | Total sur la carrière | Total sur la carrière | 48          | 3           | 0                     | 0                     | 48    | 3     |